# Ryōan-ji
Ryōan-ji (jap. 龍安寺 „Świątynia Uspokojonego Smoka”) – buddyjska świątynia (gałęzi rinzai buddyzmu zen), usytuowana w dawnej stolicy Japonii, Kioto. W grudniu 1994 świątynia została wpisana na listę światowego dziedzictwa UNESCO jako część obiektu Zespół zabytkowy dawnego Kioto, Uji i Ōtsu.
Sława świątyni i jej popularność turystyczna wynika z utworzonego przy niej w połowie XV wieku kamiennego ogrodu Ryōan-ji no Sekitei (jap. 龍安寺の石庭) służącego medytacji zen. Ogród, o wymiarach 30 x 10 m, został utworzony w stylu „suchego krajobrazu” (karesansui) – piętnaście głazów poukładanych w pięciu grupach, obłożonych mchem, pozostała przestrzeń wypełniona starannie wygrabionym, drobnym żwirem. Całość otoczona jest czerwonawym murem, spoza którego widać drzewa.